# Żołnierz Orański
Żołnierz Orański (hol. Soldaat van Oranje) – holendersko-belgijski dramat wojenny z 1977 roku w reżyserii Paula Verhoevena. Wyświetlany w Polsce również pod tytułami: Bieg o przetrwanie, Wyścig o przeżycie oraz Wyścig o przetrwanie.

## Treść
Rok 1940. Holandia trafia pod okupację niemiecką. Część ludności współpracuje z najeźdźcą. Para przyjaciół ze studiów Guus i Erik rozpoczyna działalność w ruchu oporu. Jednak początki działalności przynoszą niepowodzenia i śmierć części towarzyszy. Erik, zagrożony aresztowaniem ucieka do Wielkiej Brytanii. Przedstawiony królowej Holandii Wilhelminie, na jej prośbę wraca do kraju by zorganizować przerzut grupy oficerów holenderskiej armii do Londynu. Nawiązuje kontakt z ruchem oporu, staje na jego czele i oczyszcza go ze zdrajców.

## Główne role
- Rutger Hauer – Erik Lanshof
- Jeroen Krabbé – Guus LeJeune
- Huib Rooymans(inne języki) – Jan Weinberg
- Derek de Lint – Alex
- Lex van Delden(inne języki) – Nico
- Peter Faber(inne języki) – Will
- Eddy Habbema(inne języki) – Robby Froost
- Belinda Meuldijk(inne języki) – Esther
- Edward Fox – pułkownik brytyjski
- Susan Penhaligon(inne języki) – Susan, sekretarka brytyjska
- Andrea Domburg(inne języki) – królowa holenderska Wilhelmina
- Reinhard Kolldehoff(inne języki) – Geisman, oficer niemiecki
- Paul Brandenburg – Thelen, oficer SS
- Rijk de Gooyer(inne języki) – Breitner, agent SD